# Mars-500

Projektets logotyp

Mars-500 var ett rymdforskningsprojekt som skulle simulera en bemannad rymdresa till planeten Mars. Projektet, som pågick från 2007 till 2011, bestod av en rad experiment kring långtidsisolering under en rymdfärd och var ett samarbete mellan Europeiska rymdorganisationen (ESA) och Ryska rymdflygstyrelsen (PKA). Mars-500 utfördes i sin helhet på vår planet vid Rysslands Vetenskapsakademis Institut för biomedicinska problems (IMBP) anläggningar utanför Moskva.

## Bakgrund

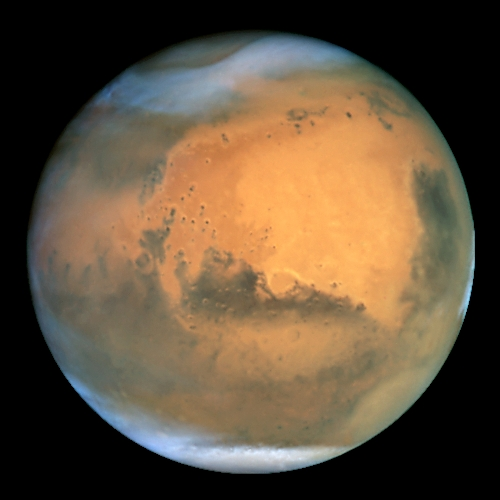
Planeten Mars

Projektet startade under 2007 och ska pågå till 2011, hela projektet beräknas kosta cirka 900 miljoner USD.
Mars är den fjärde planeten i vårt solsystem och ligger cirka 230 miljoner (cirka 1,5 AU) km från jorden, avståndet varierar dock mellan cirka 55,7 miljoner km som minst till cirka 401,3 miljoner km som mest beroende på planetens position mot jorden. En färd beräknas ta cirka 520 dygn.

## Fas I
Denna fas inleddes den 15 november 2007 och pågick till den 27 november samma år. Här testades den tekniska utrustningen, markmodulen och operativa rutiner. Besättningen isolerades då under 14 dagar.
Besättningen bestod av 6 medlemmar:
- Sergej Rjazanskij, Ryssland, kosmonaut, expeditionsledare
- Anton Artamonov, Ryssland, ingenjör
- Oleg Artemjev, Ryssland, kosmonaut
- Aleksandr Kovalev, Ryssland, ingenjör
- Dmitrij Perfilov, Ryssland, narkosläkare
- Marina Tugusjeva, Ryssland, biolog

## Fas II
Denna fas inleddes den 31 mars 2009 och pågick till den 14 juli samma år. Här testades i första hand effekter av en långtidsisolering. Besättningen isolerades då under 105 dagar.
Besättningen bestod av 6 medlemmar:
- Sergej Rjazanskij, Ryssland, kosmonaut, expeditionsledare
- Oleg Artemjev, Ryssland, kosmonaut
- Aleksej Baranov, Ryssland, läkare
- Cyrille Fournier, Frankrike, pilot
- Oliver Knickel, Tyskland, ingenjör
- Aleksej Sjpakov, Ryssland, idrottsfysiolog

## Fas III
Denna fas inleddes den 3 juni 2010 kl 13:49 lokal tid (kl 11:49 CET) då en testbesättning om sex astronauter klev in i den specialbyggda markmodulen för att genomföra en simulerad resa till Mars. Besättningen ska leva och arbeta i den förseglade rymdkapseln i cirka 520 dagar.
Den 8 februari 2011 beräknades besättningen efter 250 dygn anlända till Mars för att inleda nedstigningen. Uppdraget att arbeta på planetens yta beräknas pågå i 30 dygn till den 10 mars då hemfärden inleds. Återkomsten, som  beräknades till den 10 november 2011 efter ytterligare 240 dygn, skedde i verkligheter redan 4 november 2011.
Astronauterna skulle arbeta i skift 5 dagar i veckan med 2 dagars vila. Besättningen klarade sig på begränsade matransoner och den enda kommunikationen med omvärlden skedde via e-post och  med en fördröjning på uppemot 40 minuter.
Besättningen består av :
- Aleksej Sitev, 38 år, Ryssland, expeditionsledare
- Suchrob Kamolov, 32 år, Ryssland, läkare
- Aleksandr Smolievskij, 33 år, Ryssland, kosmonaut

samt
- Romain Charles, 31 år, Frankrike, ingenjör
- Diego Urbina, 27 år, Italien/Colombia, ingenjör
- Wang Yue, 27 år, Kina, taikonaut

## Markmodulen

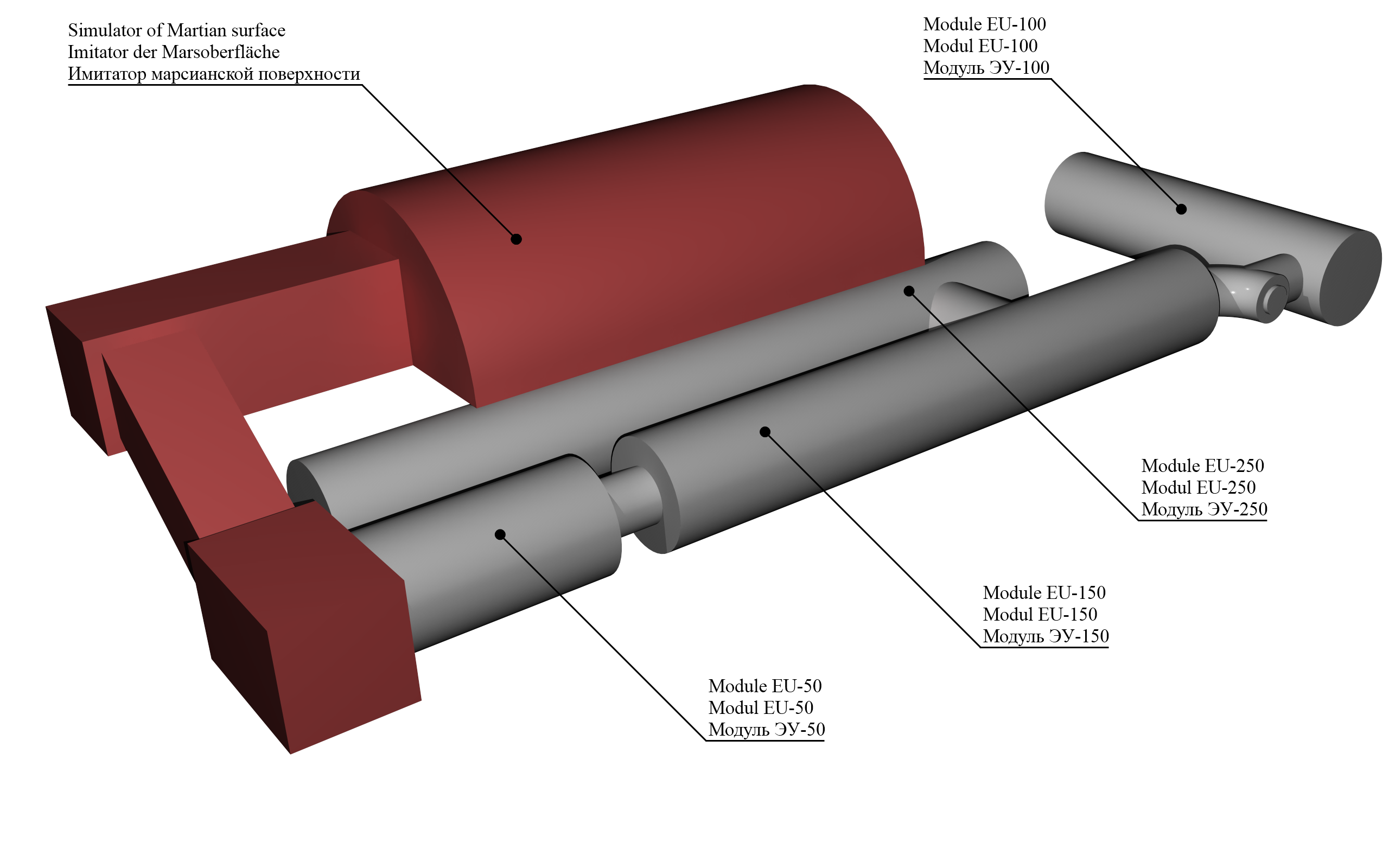
Projektets markmodul

Markmodulen består av 4 enheter med en sammanlagd yta på cirka 550 m2:
- Medicinska modulen

Yta 3,2 × 11,9 m, totalt cirka 38 m2, med medicinsk utrustning för behandling och övervakning, två sjuksängar och en toalett 
- Bostadsmodulen

Yta 3,6 × 20 m, totalt cirka 72 m2, med sex rum om cirka 3 m², köksavdelning, vardagsrum, kontrollrum och en toalett
- Landningsmodulen

Yta 6,3 × 6,17 m, totalt cirka 39 m2, med tre sängar, två arbetsstationer, en toalett och ett kontrollrum med analysutrustning
- Lagermodulen

Yta 3,9 × 24 m, totalt cirka 94 m2, med fyra enheter för matförvaring, växthus och gym